# Abizanda
Abizanda là một đô thị trong tỉnh Huesca, Aragon, Tây Ban Nha. Theo điều tra dân số 2018 (INE), đô thị này có dân số là 151 người.